# Foco do Brasil
O Foco do Brasil é um canal do YouTube criado pelo técnico em informática Anderson Azevedo Rossi em 2019. Ganhou notoriedade nas mídias sociais pela proximidade com o governo de Jair Bolsonaro, mantendo-se como uma das principais plataformas de apoio ao então presidente, produzindo conteúdos de caráter institucional em áreas restritas do Palácio da Alvorada.
O canal foi incluído, em 2020, no ínquerito das manifestações antidemocráticas pelo Supremo Tribunal Federal (STF). Também contou com a ajuda de um funcionário da Empresa Brasil de Comunicação (EBC) para obter as imagens de Bolsonaro e de eventos oficiais gerados pelo satélite Amazonas 3. De acordo com um relatório da Polícia Federal, em um ano de existência, o canal lucrou cerca 1,7 milhão de reais com monetização do YouTube.
Em 20 de outubro de 2022, o Tribunal Superior Eleitoral (TSE) suspendeu a monetização do Foco do Brasil até 31 de outubro de 2022. Depois da derrota de Bolsonaro na eleição presidencial, o canal parou de publicar conteúdo e foi colocado à venda.